# 撐起雨傘
《撐起雨傘》是一首由香港音樂界特意為在2014年9月底開始的「和平佔中」及「雨傘革命」 所創作的歌曲，由羅曉彬（Pan）作曲、林夕及Pan填詞，何韻詩、黃耀明、葉德嫻、謝安琪、周國賢、盧凱彤、方皓玟、RubberBand及其他香港歌手主唱。此曲是繼1989年為八九民運而舉行「民主歌聲獻中華」及創作《為自由》之後，25年以來首次由香港群星創作及主唱政治抗爭歌曲。
此曲於2015年元旦舉行的「2014年度叱咤樂壇流行榜頒獎典禮」以2887票奪得「叱咤樂壇我最喜愛的歌曲大獎」，得票拋離其餘4首歌曲過千票，是該頒獎典禮設立以來，首次由群星演唱之社會運動歌曲奪得該典禮的最高榮譽。

## 背景
2014年8月31日，全國人大常委通過為香港2016、2017政改設立無法實現符合《公民權利和政治權利國際公約》之公平選舉的框架，激發支持民主、爭取立法會選舉和行政長官選舉落實真普選的香港市民強烈反彈。9月22日至26日，香港專上學生聯會（學聯）發動大專罷課；9月26日更有學民思潮加入，發動中學罷課。26日當晚於添馬艦添美道舉行的罷課集會完結後，學民思潮及學聯突然發起重奪「公民廣場」行動，衝入政府總部東翼迴旋處（該處被稱為「公民廣場」，8月被政府以3米高鐵欄圍封），翌日引來8萬人聲援學生。「讓愛與和平佔領中環」（和平佔中）在9月28日凌晨1時40分正式啟動，由原先的佔領中環主要道路改為以佔領政總開始；但警方封鎖添馬艦，阻止市民前來增援，逼使市民在同日下午衝出夏慤道。黃昏開始，防暴警察向未有作出明顯衝擊行為的10萬名示威者發射87枚催淚彈，更一度威脅開槍，暴力鎮壓是次和平示威，再次激發強烈民憤，佔領行動擴散至旺角及銅鑼灣（更一度蔓延至尖沙咀），9月29日至10月1日更是連續3晚有20萬人集會，令是次運動最終演變成「雨傘運動」。

## 創作
歌曲於2014年10月2日開始創作，由於多名本地歌手響應及加入演唱，歌曲僅花2日時間便完成創作及錄製。此曲命名為《撐起雨傘》，因為示威者以雨傘抵擋警方使用胡椒噴霧，令雨傘成為「和平佔中」運動的新象徵（這亦是「雨傘革命」及「雨傘運動」稱號的由來）。10月4日晚上，何韻詩、黃耀明、Pan、林夕在夏慤道集會期間，上台帶領示威者首次高唱《撐起雨傘》。

## 影響
由於此曲是特意為「和平佔中」及隨後演變而成的「雨傘運動」創作，亦是25年以來首次香港演藝界為香港政治抗爭而集結，此曲立即成為運動主題曲之一，與殿堂級搖滾樂隊Beyond《海闊天空》、《光輝歲月》、《抗戰二十年》，謝安琪《最好的時刻》、《雞蛋與羔羊》、改編自《Do You Hear the People Sing?》的歌曲《人民之歌》、《問誰未發聲》以及在2019反對逃犯條例修訂草案運動中编写的《願榮光歸香港》等歌曲在集會時恆常播放及演奏。

## 獎項
- 2014年度叱咤樂壇流行榜頒獎典禮：「叱咤樂壇我最喜愛的歌曲大獎」[2]
  - 票數：2887票，得票率：48%
  - 該頒獎典禮設立以來，首次由群星演唱之社會運動歌曲奪得該典禮的最高榮譽

## 獻言
以下為歌曲在網上發表 時所附的獻言及署名：
| | 給那夜，或者無數日夜，撐著雨傘或赤身淋雨的無私奉獻者： 所有為我城命運付出，不計個人前途得失的年輕人，所有令香港變得更美麗的人，你們並不孤單。 To Hong Kong, Love from us |
| ——Pan / 林夕 / 黃耀明 / 何韻詩 / 馮翰銘 / 謝安琪 / 周國賢 / 盧凱彤 / 方皓玟 / 黃靖 / 黃馨 / 6號 / 阿偉 / 泥鯭 / Yellow / 雞蛋蒸肉餅 / Tim Lui / yukilovey / 苦榮 / 何丙 / 何山 / Yamanyamo / Goro / Frankie / Kamkin / Sogun / Francis / Ivan / FilMe / Kacey Special thanks to 葉德嫻 | |